# Roberto Vicentini
Pour les articles homonymes, voir Vicentini.
Roberto Vicentini (né le 30 juin 1878 à L'Aquila, dans les Abruzzes,  en Italie centrale et mort le 10 octobre 1953) fut le dernier patriarche latin d'Antioche (titulaire). Il fut désigné à ce titre le 14 décembre 1925 et le resta jusqu'à sa mort.

## Biographie
Le 3 mai 1921, le pape Benoît XV le nomma internonce apostolique aux Pays-Bas (en) et, le 19 du même mois, archevêque titulaire d'Hélénopolis-en-Palestine (de). Il est consacré le même jour par Pietro Gasparri, cardinal secrétaire d'État, assisté de Pietro Fumasoni Biondi, archevêque titulaire de Dioclée (de), jusqu'alors délégué apostolique au Japon (en), nouvellement nommé secrétaire de la Sacrée Congrégation de Propaganda Fide, futur cardinal, et d'Adolfo Turchi (it), archevêque de L'Aquila.
Il reste à La Haye à peine un an car, le 2 mai 1922, il est envoyé à Bogota comme nouveau nonce apostolique en Colombie (en).

## Succession apostolique
Roberto Vicentini a ordonné les évêques suivants :
- Évêque Miguel Ángel Builes Gómez (1924)
- Archevêque Pedro María Rodríguez Andrade (1924)
- Archevêque José Ignacio López Umaña (pl) (1924)